# Niyang
Niyang är en köping i nordvästra Kina. Den ligger i Hui härad i staden Longnan i provinsen Gansu,omkring 310 kilometer sydost om provinshuvudstaden Lanzhou. Antalet invånare är 13 284. Befolkningen består av 6 540 kvinnor och 6 744 män. Barn under 15 år utgör 18,0 %, vuxna 15-64 år 72 %, och äldre över 65 år 9,0 %.